# Santa Úrsula (Tenerife)
Santa Úrsula é um município da Espanha na província de Santa Cruz de Tenerife, comunidade autónoma das Canárias. Tem 22,6 km² de área e em 2021 tinha 14 987 habitantes (densidade: 663,1 hab./km²).

## Demografia
| Variação demográfica do município entre 1991 e 2004 | Variação demográfica do município entre 1991 e 2004 | Variação demográfica do município entre 1991 e 2004 | Variação demográfica do município entre 1991 e 2004 |
| --------------------------------------------------- | --------------------------------------------------- | --------------------------------------------------- | --------------------------------------------------- |
| 1991                                                | 1996                                                | 2001                                                | 2004                                                |
| 8599                                                | 9591                                                | 10803                                               | 12237                                               |

| Noroeste: Oceano Atlântico | Norte: Oceano Atlântico | Nordeste: La Victoria de Acentejo |
| Oeste: La Orotava          | Santa Úrsula            | Leste: Arafo                      |
| Sudoeste: Adeje            | Sul: La Orotava e Arafo | Sudeste: Arafo                    |